# Brantaberg-Oreberg
Brantaberg-Oreberg este o arie protejată (sit de importanță comunitară — SCI) din Suedia întinsă pe o suprafață de 15,11 ha, integral pe uscat.

## Localizare
Centrul sitului Brantaberg-Oreberg este situat la coordonatele 56°05′15″N 13°53′19″E / 56.087456°N 13.888587°E.

## Înființare
Situl Brantaberg-Oreberg a fost declarat sit de importanță comunitară în decembrie 2020 pentru a proteja un număr necunoscut de specii din flora spontană și fauna sălbatică aflate în arealul zonei.

## Biodiversitate
Situată în ecoregiunea continentală, aria protejată conține 2 habitate naturale: Păduri aluvionare cu Alnus glutinosa și Fraxinus excelsior (Alno-Padion, Alnion incanae, Salicion albae), Păduri de fag Asperulo-Fagetum.
La baza desemnării sitului se află un număr nedeclarat de specii protejate.